# Ransdorper Die
Het Ransdorper Die is een Kreek, Die genoemd, in Waterland in Noord-Holland. Het water ligt ten noorden van het tot de gemeente Amsterdam behorende dorpje Ransdorp, ten zuidwesten van Holysloot en ten zuiden van Broek in Waterland. Het is door middel van het Nauw ook verbonden met het Holysloter Die ten noorden van Holysloot en verder met het Uitdammer Die in het oosten. Het is een restant van het vroegere Waterlandse Die, een veenriviertje in Waterland. 
Oorspronkelijk was het een zeearm van de Zuiderzee. Tegenwoordig is het Uitdammer Die niet meer rechtstreeks verbonden met het huidige Markermeer maar loopt dood op de Uitdammerdijk.  
De ligging is enigszins geïsoleerd. In het noorden loopt de Poppendammergouw naar Broek in Waterland. 